# Ӝ
Ӝ, ӝ — кирилична літера. 
Використовується в удмуртській абетці, де займає 8-му позицію, африкат. Позначає звук /d͡ʒ/, що відповідає злитній вимові звуків, які в українській мові позначаються літерами «д» + «ж». Літера походить від кириличної Ж.

## Див. Також
- Ж
- Ӂ